# Budry
Budry [ˈbudrɨ] (tiếng Đức: Buddern\)  là một làng ở Węgorzewo County, Warmińsko-Mazurskie, ở miền bắc Ba Lan, gần biên giới với Kaliningrad của Nga. Đó là thị trấn của gmina (khu hành chính) được gọi là Gmina Budry. Nó nằm khoảng 10 kilômét (6 mi) phía đông bắc của Węgorzewo và 105 km (65 mi) về phía đông bắc của thủ đô khu vực Olsztyn.
Làng có dân số 420.